# Busko-Zdrój
Busko-Zdrój ( kiejtése) város Délkelet-Lengyelországban, 18 482 lakossal (2005).

## Történelem
A várost 1166-ban említi először okirat. 1393-ban kolostort építenek, és ennek a kolostornak termálvizes medencét is építene
1412-ben városi jogot kap. 1795-ben Ausztria része lett. 1809-ben Busko-Zdrój a Varsói Nagyhercegség része lett, majd 1815-től a Lengyel Királyságé, amely Oroszország része gyakorlatilag. 1822-ben 648 fő lakott itt.
Az első világháború végén Lengyelország része lett. 1939. szeptember 9-én Hitler csapatai megszállták a várost. 1941-ben létrehozták a gettót. A Vörös Hadsereg 1944. augusztus 6-án kiűzte a németeket, de ők 6 nap múlva ismét elfoglalták a várost. Véglegesen 1945. január 12-én hagyta el az utolsó német katona a várost. 1945. szeptember 13. óta ismét lengyel közigazgatás alá tartozik.

## Testvértelepülések
- Steinheim (Németország)
- Szigetszentmiklós (Magyarország)
- Specchia  (Olaszország)
- Haukipudas (Finnország)
- Hmelnickij (Ukrajna)